# 扬克顿 (南达科他州)
扬克顿（英語：Yankton），是美国南达科他州下属的一座城市。根据2010年美国人口普查，该市有人口14,454人。2011年估计该市人口约有14,564人，年增长率为0.76%。